# Stile pombalino

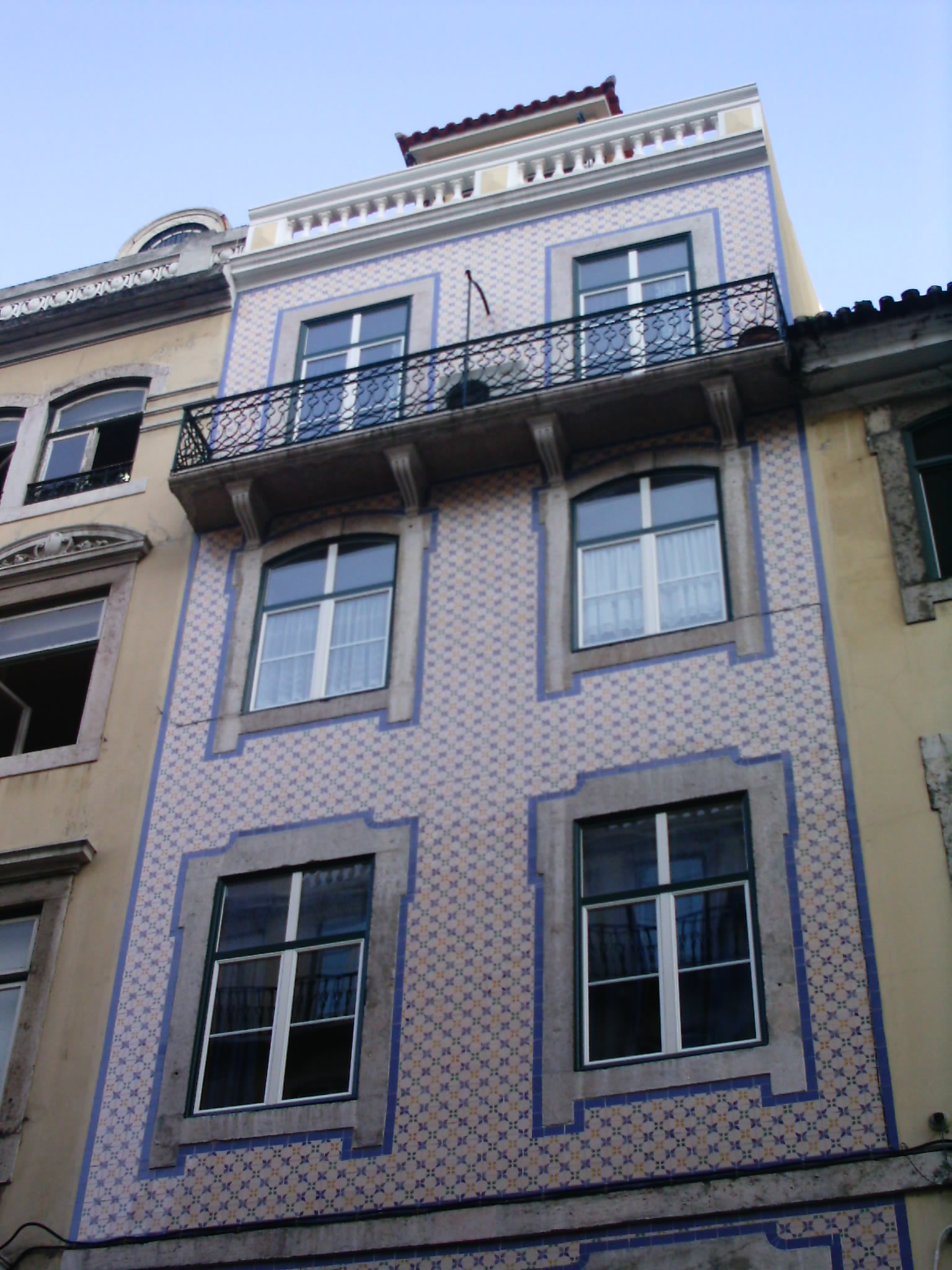
Tipico edificio in stile pombalino nella Baixa Pombalina, ma atipico nell'uso dell'azulejo.

Lo stile pombalino era uno stile architettonico portoghese del XVIII secolo, che prese il nome da Sebastião José de Carvalho e Melo, primo marchese di Pombal, che fu determinante nella ricostruzione di Lisbona dopo il terremoto del 1755. Pombal supervisionò i progetti elaborati dagli ingegneri militari Manuel da Maia, Eugénio dos Santos e Elias Sebastian Pope (ai quali si aggiunse in seguito Carlos Mardel). Il tessuto urbano medievale di Lisbona, gravemente danneggiato dal terremoto, fu sostituito, in particolare nella parte bassa della città, da una pianta a scacchiera, con ampi viali e ampi marciapiedi, avente quale suo asse principale la Rua Augusta.
L'area occupata dal Palazzo della Ribeira, già principale residenza reale, fu occupata dalla Praça do Comércio che insieme alla piazza Rossio definisce i limiti della nuova città.
Maia e Santos inoltre definirono razionalmente le caratteristiche degli edifici, secondo uno schema gerarchico in cui i dettagli e le dimensioni erano determinati dall'importanza della strada in cui si le strutture si affacciavano. Gli edifici erano in uno stile neoclassico notevolmente contenuto, dovuto sia alla limitatezza dei fondi a disposizione e all'urgenza della ricostruzione, sia ai principi di razionalità architettonica voluti da Pombal. Venne adottato un sistema standardizzato di decorazione sia degli interni che degli esterni, con un utilizzo più limitato rispetto al passato dell'azulejo. 

## L'edificio pombalino

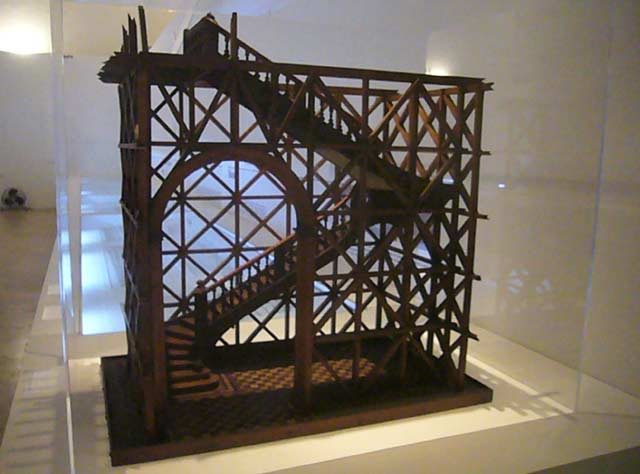
Esempio di gaiola pombalina.

Lo stile pombalino introdusse alcuni tra i primi elementi di progettazione antisismica e di costruzione prefabbricata. La necessità di costruire rapidamente edifici seguendo criteri antisismici e in grado di resistere agli incendi diede origine alla gaiola (letteralmente "gabbia") pombalina. La gabbia pombalina è costituita da una serie di montanti e traversi che formano una maglia, ai quali si sovrappongono degli elementi a forma di croce di sant'Andrea. Tale gabbia, costruita in legno e quindi deformabile è in grado di resistere alle azioni di trazione e compressione. Essa viene poi riempita con murature di pietrame (in portoghese chiamate alvenaria) per la protezione dagli incendi e dalle intemperie. 
Il sistema di prefabbricazione era del tutto innovativo. L'edificio veniva realizzato interamente fuori città, trasportato a pezzi e poi assemblato sul posto. Questo tipo di costruzione, che venne realizzata fino al diciannovesimo secolo, permise ai residenti di vivere in nuove strutture sicure e cambiò la planimetria di Lisbona: le strade medievali lasciarono il posto a una città ortogonale, racchiusa tra il Rossio e Terreiro do Paço, con ampi spazi, buona illuminazione e una buona aerazione.
Il Terreiro do Paço, che assunse il nome di Praça do Comércio, fu spostato verso ovest e aperto sul fiume Tago. Furono costruiti nuovi edifici reali, tra cui le torri gemelle ispirate alla precedente torre del palazzo reale, una statua del re Giuseppe I opera di Machado de Castro e un arco trionfale, completato nella seconda metà del XIX secolo (l'Arco da Rua Augusta). Un edificio di grande importanza della Lisbona rinascimentale, l'Hospital Real de Todos os Santos, gravemente danneggiato dal terremoto, non venne ricostruito e venne demolito nel 1775. Sul sito dell'Hospital Real sorse la Praça da Figueira in stile pombalino. 
L'edificio pombalino è una struttura di un massimo di quattro piani, con porticati al piano terra adibiti a negozi, balconi al primo piano e una mansarda. Tutti gli edifici seguono questa tipologia generale, ma i piccoli dettagli decorativi nella facciata dipendono dal significato e dall'uso dell'edificio. Ogni edificio è isolato da mura per fermare la diffusione degli incendi.
Lo spirito funzionale dello stile pombalino, che elimina tutte le decorazioni estranee e impone una razionale sobrietà, non è completamente rococò. Riflette uno spirito illuminista e un forte carattere neoclassico, pur non utilizzando forme architettoniche classiche.